# 尹堡村站
尹堡村站是位于云南省马龙县尹堡村的一个铁路车站，邮政编码655102。车站建于1960年，有沪昆铁路经过该站，现仅办理货运，不办理客运业务，车站及其上下行区间均已电气化。车站距离贵阳站522公里，隶属昆明铁路局，是四等站。